# Hamed Abdel-Samad
Hamed Abdel-Samad (em árabe: حامد عبد الصمد; nascido em 1972 em Gizé, Egipto) é um escritor e graduado em ciência política egípcia de nacionalidade alemã.

## Vida
Abdel-Samad nasceu em Gizé, filho de um imã muçulmano. Abdel-Samad mudou-se para a Alemanha em 1995, quando tinha 23 anos, e casou-se pela primeira vez. Ele então retornou ao Egito e estudou japonês, inglês e francês no Cairo e ciência política em Augsburg. Na Alemanha, trabalhou como professor em Erfurt e Braunschweig. No Japão, onde se interessou pela espiritualidade oriental, casou-se pela segunda vez. Foi professor de pesquisa até 2009 no Instituto de História e Cultura Judaica da Universidade de Munique, onde liderou um projeto intitulado Bild der Juden em ägyptischen Schulbüchern ("Imagem dos judeus na literatura egípcia"). Posteriormente decidiu dedicar tempo integral à escrita. Inicialmente um membro da comunidade muçulmana em seus dias universitários, algumas experiências pessoais acabaram por transformá-lo em ateu.

## Obra
A imagem de Abdel-Samad tornou-se popular na Alemanha graças ao seu livro Mein Abschied vom Himmel (O Meu Adeus dos Céus) (2009). Na sequência da publicação do livro no Egito, um grupo estabeleceu uma fatwa contra o escritor para o conteúdo do seu livro, por isso teve de ser protegido pelas autoridades locais.
Em uma entrevista dada em 2013, o clérigo e professor da Universidade de Al-Azhar Mahmoud Shaaban acusou Abdel-Samad para cometer heresia e afirmou que o escritor deve ser condenado à morte se ele não se retratasse sua as palavras contra a jihad islâmica que expôs na obra literária e em outras publicações onde ele promulgou um islão sem jihad, sharia e proselitismo. Em retaliação, ele criou o termo islamofascismo.
Em meados de 2015, publicou uma série de programas intitulados Ṣundūq al-Islām ("A Caixa do Islão") em seu canal oficial do YouTube, Hamed.TV, que até setembro de 2017 tinha mais de 53 mil assinantes e mais de 12,5 milhões de visualizações. O canal é quase inteiramente em árabe, contendo algumas secções em inglês e alemão.
A mídia egípcia informou a suposto abdução de Hamed Abdel-Samad por pessoas desconhecidas em 24 de novembro de 2013 em informações fornecidas pelo próprio irmão Mahmoud. Horas mais tarde sua mãe negou categoricamente o facto.

## Publicações
- Hamed Abdel-Samad: Fascismo Islâmico, Editorial Prometheus, Nova York 2016, ISBN 978-1633881242
- Hamed Abdel-Samad: Mohamed - Eine Abrechnung, Droemer Knaur Verlag, Munique 2015, ISBN 978-3-426-27640-2